# Éder (football, 1957)
Pour les articles homonymes, voir Assis.
Éder Aleixo de Assis, ou plus simplement Éder, était un footballeur brésilien né le 25 mai 1957 à Vespasiano (Brésil). Il a joué au poste d’attaquant et d'ailier gauche, notamment avec Atlético Mineiro et l'équipe du Brésil.
Eder a été « ballon d’argent brésilien » en 1983.

## Biographie
Il a eu 52 sélections (dont 5 non officielles) dans l'équipe du Brésil et marqué neuf buts.
Eder a disputé la coupe du monde de 1982 avec l’équipe du Brésil. 

## Palmarès
- Champion de l'État du Rio Grande do Sul en 1977 et 1978 avec Grêmio
- Champion de l'État du Minas Gerais en 1980, 1981, 1982, 1983, 1985, 1989 et 1995 avec l'Atlético Mineiro
- Vainqueur de la Coupe du Brésil en 1993 avec Cruzeiro